# Championnats du monde de pentathlon moderne 1993
Navigation
Édition précédente Édition suivante
Les Championnats du monde de pentathlon moderne 1993 se sont tenus à Darmstadt, en  Allemagne.

## Podiums

### Hommes
| Épreuves    | Or                                                     | Argent                                                     | Bronze                                                      |
| ----------- | ------------------------------------------------------ | ---------------------------------------------------------- | ----------------------------------------------------------- |
| Individuel  | Royaume-Uni Richard Phelps                             | Hongrie László Fábián                                      | France Sébastien Deleigne                                   |
| Par équipes | Hongrie László Fábián Attila Kálnoki Kis Attila Mizsér | France Frédéric Clercq Olivier Clergeau Sébastien Deleigne | Italie Alessandro Conforto Roberto Bomprezzi Cesare Toraldo |

### Femmes
| Épreuves    | Or                                                             | Argent                                                     | Bronze                                         |
| ----------- | -------------------------------------------------------------- | ---------------------------------------------------------- | ---------------------------------------------- |
| Individuel  | Danemark Eva Fjellerup                                         | Pologne Iwona Kowalewska                                   | Pologne Dorota Idzi                            |
| Par équipes | Russie Tatyana Chernetskaya Yelizaveta Suvorova Irina Krasnova | Italie Barbara Boccolari Cristina Minelli Emanuela Gabella | Hongrie Iréne Kovács Mónika Pécsi Andrea Tulok |